# Mica
Mica är ett album från 1984 av den svenska sångerskan Monica Törnell.

Inspelningen skedde i Europafilms Studio 3 1983-84. Ulf Wahlberg arrangerade och producerade medan Leif Allanson var inspelningstekniker. Skivnumret är Air Music AIRLP 1013. Även utgiven som musiktryck Air Music AIR 853 (1984), dock ej B3 och B5.
Namnet Mica uppges vara hämtat från profeten Mika i Gamla Testamentet, i vars bok budskapet sägs vara "efter mörker kommer ljus". Mica och det tidigare namnet Ingica sägs också symbolisera olika personligheter hos Törnell, där Mica är "en mer realistisk människa, som står med båda fötterna på jorden". Ingica handlade däremot "mera om att bära hela världens skulder på sina axlar".
Det utgavs två singlar med låtar från detta album: Vintersaga/Krig (1983, AIRS 018) och Känslan i maj/Nu lever jag igen (1984, AIRS 020). Krig finns även i en liveinspelning från Visfestivalen i Västervik 10 juli 1985 på samlingsalbumen VisFestivalen i Västervik 20 år (Sonet SLPD-2098) och På ruinens brant (Gazell GAFCD-1003).
Låten Heden har varit föremål för en långvarig upphovsrättstvist mellan Monica Törnell och Ulf Wahlberg. Törnell hävdar att hon skrev den själv och att Wahlberg endast var producent, medan Wahlberg uppger att de skrev låten tillsammans. Uppgifterna nedan är hämtade från skivomslaget.

## Låtlista

### Sid A
1. Vintersaga (text & musik: Ted Ström)
2. Kom till mig! (musik: Tomas Adolphson, Anders Falk, text: Anders Falk)
3. Lily (musik: Bror Törnell, text: Monica Törnell)
4. Känslan i maj (text & musik: Monica Törnell)
5. Ännu en gång (musik: Monica Törnell - Bror Törnell, text: Monica Törnell)

### Sida B
1. Nu lever jag igen (musik: Tomas Adolphson, Anders Falk, text: Anders Falk)
2. Heden (musik: Monica Törnell, Ulf Wahlberg, text: Ulf Wahlberg, Monica Törnell)
3. Krig (text & musik: Per Gessle)
4. I evighet som gas (text & musik: Bo Dahlman)
5. Ett sårat djur (musik: Christer Lindstedt, text: Anders F Rönnblom)

## Medverkande musiker
- Tomas Adolphson, kör
- Hector Bingert, saxofon
- Örjan Byström, bas
- Bo Dahlman, gitarr
- Anders Falk, kör
- Henrik "Hempo" Hildén, trummor
- Jan-Erik Perning, trummor
- Svante Persson, keyboards
- Björn ”Nalle” Påhlsson, bas
- Janne Schaffer, gitarr
- Bror Törnell, gitarr
- Ulf Wahlberg, keyboards, kör